# Reports on Mathematical Physics
Reports on Mathematical Physics is een internationaal, aan collegiale toetsing onderworpen wetenschappelijk tijdschrift op het gebied van de mathematische fysica.
De naam wordt in literatuurverwijzingen meestal afgekort tot Rep. Math. Phys.
Het wordt uitgegeven door Elsevier.
Het eerste nummer verscheen in 1970.